# Утценсторф
Утценсторф (нем. Utzenstorf) — коммуна в Швейцарии, в кантоне Берн. 
До 2009 года входила в состав округа Фраубруннен, с 2010 года — в округ Эмменталь. Население составляет 4024 человека (на 31 декабря 2007 года). Официальный код — 0552.